# Heitor (football, 2000)
Heitor Rodrigues da Fonseca, plus simplement appelé Heitor, né le 5 novembre 2000 à Pelotas, est un footballeur brésilien qui évolue au poste d'arrière droit au Guarani FC.

## Biographie
Heitor fait ses débuts avec le Sport Club Internacional le 14 juillet 2019, contre le Club Athletico Paranaense, en étant titularisé au poste d'arrière droit.